# Place Knesset
La place Knesset (en hébreu: כיכר הכנסת, Kikar Kneset) est une place publique de la ville israélienne de Tel Aviv. 

## Situation et accès
Cette place publique est située au carrefour de la rue Allenby et de la promenade Herbert Samuel.